# روبي وليامز
روبي وليامز (بالإنجليزية: Robbie Williams)‏ (2 أكتوبر 1984 في المملكة المتحدة - ) هو لاعب كرة قدم بريطاني في مركز الظهير. لعب مع ستوكبورت كونتي ونادي بارنسلي ونادي بلاكبول ونادي بليموث أرجايل ونادي روتشديل ونادي يميريك وهدرسفيلد تاون.

## وصلات خارجية
- روبي وليامز على موقع قاعدة بيانات كرة القدم.إي يو (الإنجليزية)
- روبي وليامز على موقع Soccerbase.com (لاعب) (الإنجليزية)